# 吉森行政区
吉森行政区（Regierungsbezirk Gießen）是德国黑森州的3个行政区之一，位于该州的中部南部，首府吉森。吉森行政区是黑森州面积最小的一个行政区。

## 行政区划
吉森行政区下设5个县：
1. 吉森县（Landkreis Gießen），首府吉森（Gießen）
2. 拉恩-迪尔县（Lahn-Dill-Kreis），首府韦茨拉尔（Wetzlar）
3. 林堡-魏尔堡县（Landkreis Limburg-Weilburg），首府林堡（Limburg）
4. 马尔堡-比登科普夫县（Landkreis Marburg-Biedenkopf），首府马尔堡（Marburg）
5. 福格尔斯贝格县（Vogelsbergkreis），首府劳特巴赫（Lauterbach）

吉森行政区下设3个特别市（Sonderstatusstädte）：
1. 吉森（Gießen）
2. 马尔堡（Marburg）
3. 韦茨拉尔（Wetzlar）